# 奥尼翁 (瓦兹省)
奥尼翁（法語：Ognon，法語發音：[ɔɲɔ̃] ⓘ）是法国瓦兹省的一个旧市镇，属于桑利斯区。2019年，奥尼翁与市镇维莱圣弗朗堡合并为新市镇维莱圣弗朗堡-奥尼翁。

## 地理
奥尼翁（49°14'11"N, 2°38'36"E）面积4.82 平方千米，位于法国上法蘭西大區瓦兹省，该省份为法国北部内陆省份，北起索姆省，西接厄尔省和滨海塞纳省，南至塞纳-马恩省和瓦兹河谷省，东临埃纳省。
与奥尼翁接壤的市镇（或旧市镇、城区）包括：维莱圣弗朗堡、巴尔伯里、布拉瑟斯、沙芒。
奥尼翁的时区为UTC+01:00、UTC+02:00（夏令时）。

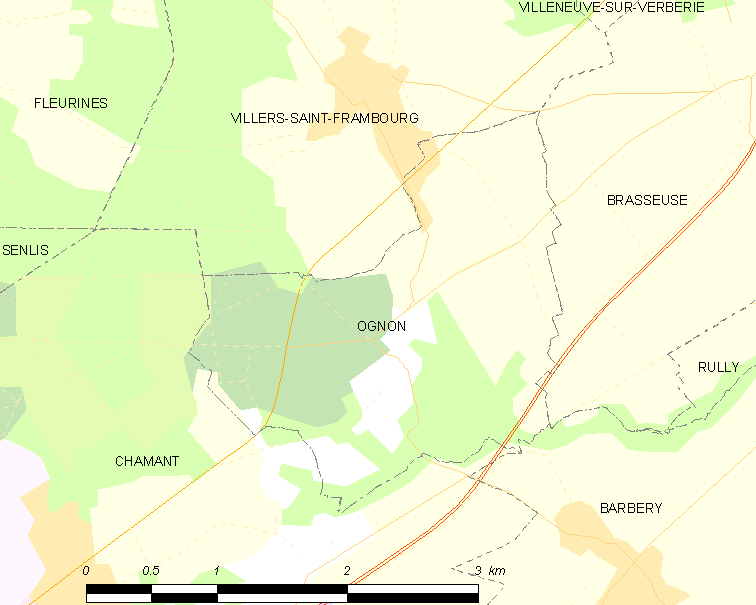
奥尼翁的OSM定位图

## 行政
奥尼翁的邮政编码为60810，INSEE市镇编码为60475。

## 政治
奥尼翁所属的省级选区为蓬圣马克桑斯县。

## 人口

1962-2008年间奥尼翁人口变化图示

奥尼翁于2018年1月1日时的人口数量为159人。